# Kim Woo-jin
Pour le chanteur, voir Kim Woo-jin (chanteur).
Kim Woo-jin (né le 20 juin 1992) est un archer sud-coréen. Il est sacré à plusieurs reprises champion du monde de tir à l'arc.

## Biographie
Kim Woo-jin fait ses débuts au tir à l'arc en 2001. Ses premières compétitions internationales ont lieu en 2009. Son premier titre mondial est en 2009, alors qu'il remporte l'or chez les junior dans l'épreuve par équipe. En 2011 et 2015, il remporte les épreuves de tir à l'arc classique individuelle et par équipe lors des championnats du monde.
Le 5 août 2016, il établit à Rio le record du monde avec 700 points lors du tour de qualification des Jeux olympiques.

## Palmarès
- Jeux olympiques
  -  Médaille d'or à l'épreuve par équipe homme aux Jeux olympiques d'été de 2016 à Rio de Janeiro (avec Ku Bon-chan et Lee Seung-yun).
  -  Médaille d'or à l'épreuve par équipe homme aux Jeux olympiques d'été de 2020 à Tokyo (avec Kim Je-deok et Oh Jin-hyek).
  -  Médaille d'or à l'individuelle homme aux Jeux olympiques d'été de 2024 à Paris.
  -  Médaille d'or à l'épreuve par équipe homme aux Jeux olympiques d'été de 2024 à Paris (avec Kim Je-deok et Lee Woo-seok).
  -  Médaille d'or à l'épreuve par équipe mixte aux Jeux olympiques d'été de 2024 à Paris (avec Lim Si-hyeon).

- Championnats du monde[1]
  -  Médaille d'or à l'individuelle homme junior aux championnats du monde 2009 à Ogden.
  -  Médaille d'or à l'individuelle homme aux championnats du monde 2011 à Turin.
  -  Médaille d'or à l'épreuve par équipe homme aux championnats du monde 2011 à Turin (avec Oh Jin-hyek et Im Dong-hyun).
  -  Médaille d'or à l'individuelle homme aux championnats du monde 2015 à Copenhague.
  -  Médaille d'or à l'épreuve par équipe homme aux championnats du monde 2015 à Copenhague (avec Ku Bonchan et Oh Jin-hyek).
  -  Médaille de bronze à l'épreuve par équipe homme aux championnats du monde de 2017 à Mexico (avec Im Dong-hyun et Oh Jin-hyek).

- Coupe du monde[1]
  -  Médaille d'or à l'individuelle homme à la coupe du monde 2010 de Ogden.
  -  Médaille de bronze à l'épreuve par équipe homme à la coupe du monde 2010 de Shanghai.
  -  Médaille de bronze à l'épreuve par équipe homme à la coupe du monde 2011 de Porec.
  -  Médaille d'argent à l'individuelle homme à la coupe du monde 2011 de Porec.
  -  Médaille de bronze à l'épreuve par équipe mixte à la coupe du monde 2011 de Antalya.
  -  Médaille de bronze à l'individuelle homme à la coupe du monde 2012 de Antalya.
  -  Coupe du monde à l'individuelle homme à la coupe du monde 2012 à Tokyo.
  -  Médaille de bronze à l'individuelle homme à la coupe du monde 2014 de Medellín.
  -  Médaille d'or à l'épreuve par équipe mixte à la coupe du monde 2014 de Medellín.
  -  Médaille d'or à l'épreuve par équipe homme à la coupe du monde 2014 de Medellín.
  -  Médaille de bronze à l'épreuve par équipe mixte à la coupe du monde 2014 de Antalya.
  -  Médaille d'or à l'épreuve par équipe homme à la coupe du monde 2014 de Antalya.
  -  Médaille d'argent à l'épreuve par équipe homme à la coupe du monde 2015 de Shanghai.
  -  Médaille d'argent à l'individuelle homme à la coupe du monde 2015 de Shanghai.
  -  Médaille d'or à l'épreuve par équipe mixte à la coupe du monde 2015 de Shanghai.
  -  Médaille d'argent à l'individuelle homme à la coupe du monde 2015 de Antalya.
  -  Médaille d'argent à l'épreuve par équipe homme à la coupe du monde 2015 de Antalya.
  -  Médaille d'or à l'épreuve par équipe mixte à la coupe du monde 2015 de Antalya.
  -  3e à la Coupe du monde à l'individuelle homme à la coupe du monde 2015 à Mexico.
  -  Coupe du monde à l'épreuve mixte à la coupe du monde 2015 à Mexico.
  -  Médaille d'or à l'épreuve par équipe homme à la coupe du monde 2016 de Medellín.
  -  Médaille d'or à l'épreuve par équipe mixte à la coupe du monde 2016 de Medellín.
  -  Médaille de bronze à l'épreuve individuelle homme à la coupe du monde 2016 de Antalya.
  -  Médaille d'or à l'épreuve par équipe homme à la coupe du monde 2016 de Antalya.
  -  Médaille d'argent à l'individuelle homme à la coupe du monde 2017 de Shanghai.
  -  Médaille d'argent à l'épreuve par équipe homme à la coupe du monde 2017 de Shanghai.
  -  Médaille d'argent à l'épreuve par équipe mixte à la coupe du monde 2017 de Shanghai.
  -  Médaille d'argent à l'individuelle homme à la coupe du monde 2017 de Salt Lake City.
  -  Médaille d'or à l'épreuve individuelle homme à la coupe du monde 2017 de Berlin.
  -  Médaille d'or à l'épreuve par équipe mixte à la coupe du monde 2017 de Berlin.
  -  Médaille de bronze à l'épreuve par équipe homme à la coupe du monde 2017 de Berlin.
  -  Coupe du monde à l'individuelle homme à la coupe du monde 2017 à Rome.
  -  Coupe du monde à l'épreuve par équipe mixte à la coupe du monde 2017 à Rome.
  -  Médaille d'or à l'épreuve individuelle homme à la coupe du monde 2018 de Shanghai.
  -  Médaille d'or à l'épreuve par équipe mixte à la coupe du monde 2018 de Shanghai.
  -  Médaille d'or à l'épreuve par équipe homme à la coupe du monde 2018 de Shanghai.
  -  Médaille d'argent à l'épreuve individuelle homme à la coupe du monde 2018 de Antalya.
  -  Médaille d'or à l'épreuve par équipe mixte à la coupe du monde 2018 de Antalya.
  -  Médaille d'argent à l'épreuve par équipe homme à la coupe du monde 2018 de Antalya.

- Jeux asiatiques[1]
  -  Médaille d'or à l'individuelle homme aux Jeux asiatiques 2010 de Canton.
  -  Médaille d'or à l'épreuve par équipe homme aux Jeux asiatiques 2010 de Canton.

- Universiade[1]
  -  Médaille de bronze à l'épreuve individuelle homme aux Universiade d'été de 2015 de Gwangju.
  -  Médaille d'or à l'épreuve par équipe homme aux Universiade d'été de 2015 de Gwangju.
  -  Médaille de bronze à l'épreuve individuelle homme aux Universiade d'été de 2017 de Taipei.
  -  Médaille d'or à l'épreuve par équipe homme aux Universiade d'été de 2017 de Taipei.